# 2012 في الكويت
فيما يلي قوائم الأحداث التي وقعت في الكويت خلال عام 2012.

## المناصب
- أمير الدولة : صباح الأحمد الجابر الصباح
- ولي العهد: نواف الأحمد الجابر الصباح
- رئيس الوزراء : جابر المبارك الصباح

## أحداث
- انتخابات مجلس الأمة الكويتي (فبراير 2012)
- انتخابات مجلس الأمة الكويتي (ديسمبر 2012)

## وفيات
- سعود الناصر الصباح - سياسي.[1]
- سمير سعيد - لاعب كرة قدم.[2]
- أحمد زيد السرحان - سياسي ولاعب كرة قدم.
- جاسم القطامي - سياسي.
- حسن يعقوب العلي - كاتب مسرحي.
- حسين البدر - ممثل.
- فاضل الفهد - ممثل.